# 통판
통판(通判)은 한국과 중국의 과거 관직 이름이다. 한국에서는 고려 때 지방관부에 설치되었다.